# Naso a sella
Il naso a sella è una condizione associata a trauma nasale, sifilide congenita, policondrite recidivante, granulomatosi con poliangioite, abuso di cocaina e lebbra, tra le altre condizioni. La causa più comune è il trauma nasale. È caratterizzato da una perdita di altezza del naso, a causa del crollo del dorso nasale. Il dorso nasale depresso può coinvolgere componenti ossei, cartilaginei o entrambe le componenti del dorso nasale.

## Trattamento

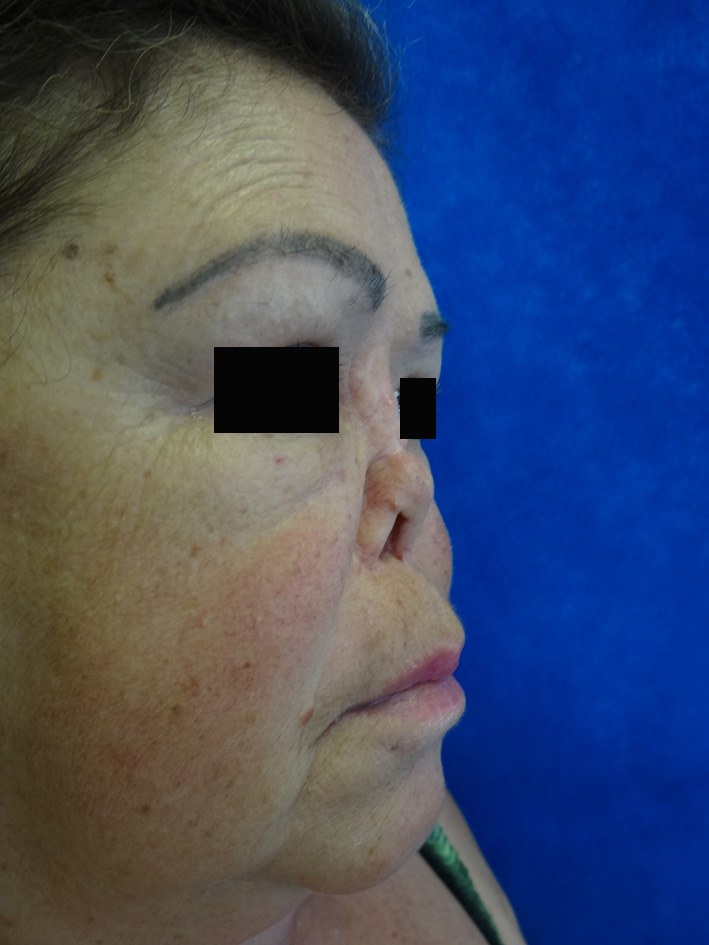
Vista laterale del viso con una deformità del naso a sella molto in alto sul ponte nasale a causa della granulomatosi con poliangite

Di solito può essere corretta con rinoplastica additiva riempiendo il dorso del naso con cartilagine, osso o impianto sintetico. Se la depressione è solo cartilaginea, la cartilagine viene prelevata dal setto nasale o dal padiglione auricolare e posta in strati singoli o multipli. Se la deformità coinvolge sia la cartilagine che l'osso, l'osso spugnoso dalla cresta iliaca è il miglior sostituto. Gli autotrapianti sono preferiti rispetto agli allotrapianti . La deformità della sella può anche essere corretta con impianti sintetici di teflon o silicio, ma è probabile che vengano estrusi.